# 구치오야촌
구치오야촌(口大屋村)은 효고현 야부군에 있던 촌이다. 현재의 아사고시 북서단에 해당한다.

## 역사
- 1889년 4월 1일 - 정촌제 시행에 의해 5촌의 구역을 가지고 성립하였다.
- 1955년 3월 31일 -  오야촌, 미나미다니촌,니시다니촌과 합병해 오야정이 성립, 동일 구치오야촌은 폐지되었다.

## 참고문헌
- 角川日本地名大辞典 28 兵庫県